# Никола Караклајић
Никола Караклајић (Београд, 24. фебруар 1926 — Београд, 16. децембар 2008) био је југословенски и српски шахиста. У шаховској теорији је између осталог познат и по изучавању и успешној игри Београдског гамбита. Интернационални мајстор Никола Караклајић је колекционар и велики познавалац шаховских марака. Течно је говорио шест језика.

## Шаховски успеси
Десет пута учествује на шампионатима Југославије, а побеђује 1955. у Новом Саду. Члан репрезентације Југославије на шаховској олимпијади у Москви 1956 (Глигорић, Матановић, Ивков и капитен тима Срећко Недељковић) која је освојила сребрну медаљу. Капитен је тима на олимпијади у Бугарској (Златни пјасци) 1962. када тим опет осваја сребрну медаљу. Селектор репрезентације од 1978-1984. Капитен женске „Б“ репрезентације на олимпијади у Новом Саду 1990.
Предводи тимове Сингапура и Малте на неколико олимпијада. Сингапур на олимпијадама у Лугану (1968), Зигену (1970), Скопљу (1972) и Ници (1974) а Малту на олипијадама у Манили (1992) и Москви (1994).
Међународни је судија ФИДЕ. Био је судија у чувеном мечу Фишер – Спаски на Светом Стефану и Београду. Лотар Смит је судио само првих пет кола, тако да је Караклајић наставио суђење.

## Музички уредник и публициста
Био је водитељ музичке емисије „Вече уз радио“, касније и музички уредник Радио Београда (1957—1982). Аутор је неколико шаховских књига. Књига са насловом „Да те питам“ је била намењена наставницима који су предавали шах у школама. Књига „Ћаскања о шаху“ (Обреновац 2002; едиција: Библиотека Шах.  978-86-7058-201-9. је резултат дугогодишњег писања по разним листовима и часописима (Народна Армија, Спорт, Политика, Борба, Данас). То је избор најинтересантнијих прича, уз неку анегдоту и дијаграм.

## Шаховски радник
Секретар ШС Београда био је од 1948. до 1952. године, капитен државне селекције у Варни 1962, Солуну 1984. и Новом Саду 1990. године, први управник Центра за унапређење шаха ШСЈ 1963, директор семинара у Пули 1979. и 1980. године за полазнике из несврстаних земаља за стицање звања шаховских организатора и шаховских судија и члан Организационог одбора акције “Шах у школе” од 1986. до 1990. године.
Одржава шаховске семинаре и води шаховске кампове. Учествује као предавач и промотер шаха на разним семинарима, курсевима, шаховским школама у земљи и иностранству. Захваљујући томе што говори неколико језика држао је предавања и семинаре у Италији, Француској, Тунису, Алжиру, Шри Ланки, Сингапуру, Малезији и на Малти. Био је професионално ангажован у Дубаиjу, Уједињени Арапски Емирати, али и у Боцвани.

## Највећи шаховски успеси
Сан Бенедета 1953. где је био трећи, затим Богнор Риџис 1958. i деоба 1-3. места 1959. i 1960. трећи, 1962,1963. i 1966. прва места, Сан Бенедето 1958. први, Сингапур 1968. први, Београд 1969. први, Чикаго 1973. 2-3. место, Казабланка 1973. 1-4. место, Лондон 1976. 1-4. место, Атина 1977. трећи, Београд 1977. 1-2. место, Венеција 1981. први, Дубаи 1984. и 1986. први, односно 1-2. место, Бела Црква 1987. 2-4. место, Бил 1987. (ветерани) - прво место, Алжир 1990. други, и Ла Валета 1990, 1992, 1994. i 1996. године - први.

## Шаховске олимпијаде

### Укупни учинак кроз статистику
| Године | Σ поена | Σ партија |  | + | = | - |  | %    | Освојене медаље на олимпијади тимске\| појединачне |
| 1956   | 6       | 9         |  | 4 | 4 | 1 |  | 66.7 | 0 - 1 - 0 \| 0 - 0 - 0                             |

### Статистика по годинама
| Година | Табла | Σ поена | Σ партија |  | + | = | - |  | %    | тимско место | појединачно |
| 1970.  | 4     | 6       | 9         |  | 4 | 4 | 1 |  | 66.7 | 2.           |             |

## Учешће на европским тимским шампионатима
- 1° европски тимски шаховски шампионат

| Место            | Земља    | Табла | Скор | Тимски резултат |
| Vienna and Baden | Аустрија | 6.    | 2½/5 | II              |

## Изабрана партија
Караклајић - Недељковић
Југословенски шампионат, Сомбор, 1957.
1.e4 c5 2.Sf3 d6 3.d4 cxd4 4.Sxd4 Sf6 5.Sc3 g6 6.Le3 Lg7 7.f3 0-0 8.Dd2 d5 9.e5 Sfd7 10.f4 Sb6 11.0-0-0 Sc6 12.Sf3 e6 13.h4 h5 14.Lc5 Le7 15.Lb5 a6 16.Lbd4 Ld7 17.Ld6 Te8 18.Sg5 Sf8 19.Le2 Sc6 20.Sxc6 bxc6 21.g4 hxg4 22.h5 gxh5 23.Txh5 f6 24.exf6 Lxf6 25.Le5 Sg6 26.Dd3 Sxe5 27.Th8+Lxh8 28.Dh7+ Kf8 29.Dxh8+ Ke7 30.Dg7+ Sf7 31.Dxf7+ Kd6 32.Se4# 1-0

## Награде и признања
Добија Орден заслуга за народ са сребрном звездом, награду „Шаховског информатора“ 1987. за публицистику, награду „Радоје Домановић“ за литерарни допринос у шаху, награду за животно дело 1992. као заслужни музички уредник. и још многа вредна признања.
Иако је 1971. у Смедеревској Паланци испунио и другу норму за титулу велемајстора због правила ФИДЕ јер је од 1955-1971 прошло много година.